# كاثرين هنرييت دي إنتراغ
كاثرين هنرييت دي إنتراغ (بالفرنسية: Catherine Henriette de Balzac d'Entragues) (1579-1633)؛ كانت العشيقة المفضلة للملك هنري الرابع بعد وفاة غابرييل دي إستري. كانت شقيقتها ماري شارلوت دي إنتراغ أيضاً عشيقة الملك. كانت ابنة شارل بلزاك دي إنتراغ وزوجته ماري توشيت، التي كانت سابقاً عشيقة الملك شارل التاسع.
نشأت كاثرين هنرييت دي بلزاك في وقت سعت فيه النساء في كثير من الأحيان إلى أن يصبحن عشيقات ملكيات، وكانت والدتها ماري في السابق عشيقة لشارل التاسع قبل ولادتها.
طموحة وجميلة ومثيرة للفضول، عندما أصبحت في سن البلوغ أصبحت عشيقة الملك هنري الرابع. بينما كان هنري لا يزال حزيناً بشدة على وفاة غابرييل دي إستري  ، حثته على وعد مكتوب بالزواج منها. أدى هذا إلى مشاهد مريرة من الغيرة والجدل في البلاط عندما تزوج هنري بعد ذلك بوقت قصير من ماري دي ميديشي بدلاً من ذلك.
استشاطت غضباً رهيباً وشعرت بالخيانة، وحملت نكاها إلى حد أنها تعرضت لخطر شديد في مؤامرة ضد الملك في عام 1608، لكنها لم تنجو إلا بعقوبة طفيفة بعد إحباط المؤامرة  ، وفي عام 1608 أعادها هنري إلى فضل مرة أخرى كواحدة من عشيقاته.
شاركت لاحقًا في المؤامرات الإسبانية التي سبقت وفاة الملك عام 1610. عند وفاة الملك، عين البرلمان زوجته ماري دي ميديشي وصية على العرش، ونفت كاثرين على الفور من البلاط الملكي. عاشت بعد 23 عاماً من وفاة هنري، حتى توفيت عام 1633 في الرابعة وخمسون من عمرها.